# Barr
 Barr (en alsacià Bàrr) és un municipi francès, situat al departament del Baix Rin, a la regió del Gran Est. L'any 2006 tenia 6.757 habitants.
Forma part del cantó d'Obernai, del districte de Sélestat-Erstein i de la Comunitat de comunes del Pays de Barr.

## Demografia
| 1962  | 1968  | 1975  | 1982  | 1990  | 1999  |
| ----- | ----- | ----- | ----- | ----- | ----- |
| 4.233 | 4.268 | 4.157 | 4.511 | 4.839 | 5.892 |

## Administració
| Període   | Identitat        | Partit |
| --------- | ---------------- | ------ |
| 1989-1995 | Michel Schwanger |        |
| 1995 -    | Gilbert Scholly  | UMP/LR |